# Heilig Hartkerk (Oosterhout)

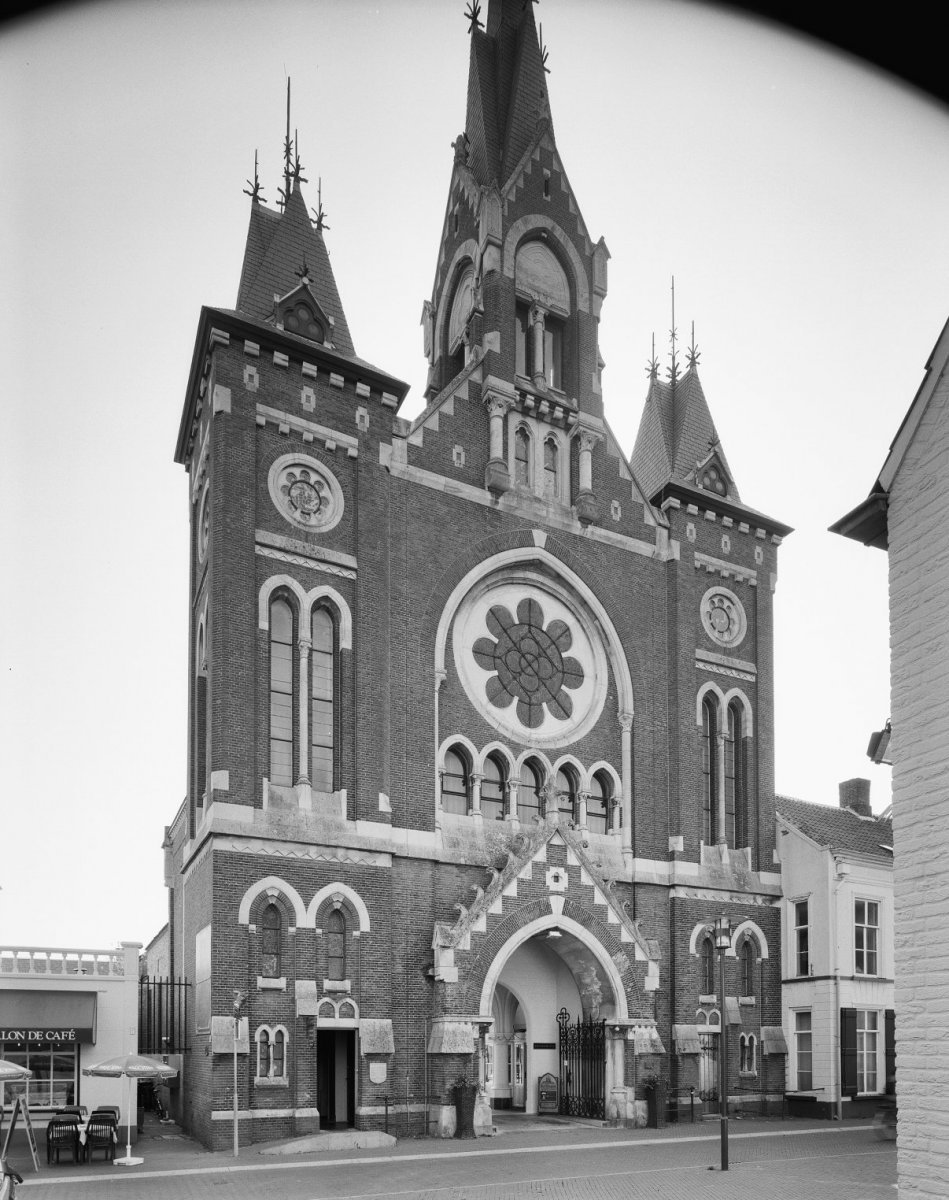
Torenfront

De Heilig Hartkerk is een voormalig katholiek kerkgebouw in Oosterhout in de Nederlandse provincie Noord-Brabant. Het – inmiddels deels gesloopte – gebouw is gelegen aan de Arendstraat 35.

## Geschiedenis
Deze kerk werd gebouwd in 1881 naar ontwerp van Piet van Genk. Hij werd gebouwd door de jezuïeten als filiaalkerk. 
De rijk gedecoreerde kerk toont stijlelementen uit de neogotiek en de neoromaanse stijl. De kerk had 500 zitplaatsen. 
De kerk werd in 1972 aan de eredienst onttrokken en in 1978 werd de kerkzaal gesloopt. De voorgevel met drie torens bleef behouden en daar werd een stiltecentrum ingericht. Op de vroegere plaats van de kerkzaal verrees het Binnenhofje, waar ook enkele kleinschalige winkeltjes werden ingericht.